# Демидівка (Вінницький район)
Деми́дівка — село в Україні, у Гніванській міській громаді Вінницького району Вінницької області. Населення становить 684 особи (1 квітня 2023 року). До 2016 року орган місцевого самоврядування — Демидівська сільська рада.

## Опис
Повільно, не кваплячись, протікає через козацьке село Демидівку річка Рів. Привертають до себе увагу впорядковані будинки, рівна пряма центральна вулиця, що тягнеться вздовж усього села із заходу на схід. Приємне враження справляють статні огорожі. На шкільному провулку в центрі села знаходиться православна церква. Архітектурна будова її довершена в своєму задумі і виконана великими майстрами-будівельниками. Навіть в скрутний час переслідування і закриття церковних сільська громада завжди підтримувала будівлю церкви. За діючу церкву у селі Демидівці знали в містах Вінниці, Гнівані, Жмеринці і в усій окрузі. Сюди везли хрестити новонароджених, святити паску, воду, фрукти і мед. На Різдво Христове, на Водохреща, на святу Пасху, на Зелені Свята, Спаса і інші значні релігійні свята сходився і з'їжджався люд. По всіх вулицях стояли автомашини, мотоцикли, люди в святковому одязі з добрим настроєм брали участь у Божій службі. Демидівський храм Покрови Пресвятої Богородиці сприяв підтриманню християнських вірувань і звичаїв. Він переборов суворі випробування, несучи християнство в нові покоління. По цій же вулиці в панському трьохповерховому маєтку знаходиться Демидівська загальноосвітня школа, яку більше всіх реорганізовували із середньої в восьмирічну і навпаки. Біля неї виконані фундаментні будівельні роботи для приміщення нової школи, але будівництво з 1994 року припинено через брак коштів. Коли їхати на с. Могилівку, то погляд привертає велична споруда сільського Будинку культури. Для села вона завелика, будувалась на перспективу його розвитку. За містком і кам'яним гранітним берегом дороги знаходиться адміністративний двоповерховий будинок колективного сільськогосподарського підприємства.
На захід від села розташований ландшафтний заказник — Володимирська Дубина.

## Тваринницький комплекс
У 1974—1975 роках тут збудовано тваринницький комплекс, розрахований на дорощування великої рогатої худоби, колгоспи здавали молодняк — телят, яких на комплексі відгодовували до ваги 400 кг і здавали на забій у м'ясокомбінат. В приміщеннях комплексу одночасно можна розмістити 1000 одиниць відгодованих тварин. Сівозміна господарства будувалася так, щоб колгосп себе забезпечував концентрованими (зерновими) і соковитими (зелена маса, сіно, солома, сінаж і силос) кормами. В основному комплекс справлявся з поставленими завданнями. Господарство працювало як високорентабельне, мало добрі прибутки. Разом з тим не все було враховано: колгоспи, що поставляли молодняк, втрачали прибутки на дорощуванні, бо ж в кожному господарстві були приміщення для відгодівлі ВРХ і свої корми. Тому з часом вони відмовлялись постачати молодняк. Від цього пустували значні площі комплексу, який на всю свою потужність так і не запрацював. Неврахований був і такий фактор: комплекс будувався на рівнині і сечозбіринки, швидко переповнившись, пускали рідину в поле, підтоплювали навколишню територію і наносили екологічну шкоду прекрасній природі цього села, яке вибрали в давнину втікачі від феодального гніту польського свавілля, переселяючись із півночі на південь.

## Історія
По історичному дослідженні В. Д. Отамановського «Вінниця в XIV—XVII століттях»  раніше назва поселення була «Виперсовичі», воно існує на початку XIV ст. (розділ II, ст. 68). Пізніше — село Демидівка за люстрацією 1554 р. У Вінницькому замку була городня Миска Демидовського (інакше Миска Степановича). З його маєтку Демидова чи Демидівці (тепер с. Демидівка). Його прізвище «Демидовський» походить від родового маєтку Демидів, що дістався йому від діда Демида. Виперсовичі — Демидівка існує вже на початку XIV століття. 
Панський маєток впритул обмиває річка. Біля маєтку (Демидівської школи) зберігся невеликий садибний парк. В цьому місці річка робить велике коліно, що нагадує півострів. З північної частини парку добре чути шум водоспаду, що розноситься навкруги. Біля водоспаду стоїть старий млин, він багато дечого бачив за своє існування. Пам'ятає мельника Балая, якого виміняв Могилівський пан Скавронський за собаку. Колись, напевно, тут було водяне колесо, що приводило в рух жорна. З часом його замінили на водяну турбіну. В цьому млині робили помел пшениці на разове (грубий помел) і питльоване (біле борошно) вищого і першого ґатунку, на крупорушках робили різні крупи. Не витрачалось електроенергії на таку роботу, течія річки виконували все безкоштовно. Лише своє невдоволення виявляв невсипущий водоспад, розбризкуючи міріади дрібних крапель у повітря, збурюючи і бульбашкуючи водою, що виграє всіма барвами веселки на ранковому сонці. Поза річкою і млином місцевість вирівнюється, переходить в рівнину та поле із залишками лісу. Недаремно наш край називають лісостепом. Тут вони чергуються між собою, але сьогодні переважає орне поле. Це пов'язано із землеробством і тваринництва — основними напрямками в сільському господарстві. Ліс використовується як допоміжна галузь. Південна частина лісу відноситься до Леляко-Могилівської дачі — найбільшої в Жмеринському районі. Не так давно це були найкращі мисливські угіддя, де водились красені лосі, які ходять парами, причому самка попереду. Закон оберігав цих довірливих парнокопитних велетнів, вага окремих із яких сягала 500—700 кг, суворо переслідуючи браконьєрів. їх винищили зовсім недавно. В основному — стражі порядку, лісники, браконьєри. Вепри, дикі свині, теж водились табунами по лісах і байраках, долинах і очеретах, а також боязкі козулі, які лягають на відпочинок тільки на голу землю, загрібаючи передньою ногою листя чи інший настил, щоб не спричинити зайвого шурхоту при вставанні. Кабанів (свиней) залишилося зовсім мало, а, може, не залишилось зовсім на цій дачі. Козулі водились в усіх лісах і підлісках, зараз же вони на межі знищення. Лише руда хитра лисиця та смугастий борсук (вагою понад 20 кг) ховаються від хижого ока, риючи нори під землею. Ще є в лісах зайці. Полювання було і залишається великою втіхою для любителів-мисливців, проте чергування лісу з полем, пересічна місцевість рятує звірів від знищення браконьєрами, які полюють вечорами і ночами та стріляють усе, що рухається, з-під фар машин і мотоциклів.
На північній частині демидівського поля розміщується гранітний кар'єр. На тих, хто його бачить вперше, він справляє дуже сильне контрастне враження. З геології природи цього краю: кристалічна основа гранітного щита постає в усій його величі в розрізі кар'єру своєю глибиною, товщею залягання сірих гранітів, що сягає 30-40 м. І немає йому кінця і краю в довжину і глибину. Та безсилий він перед силою і розумом людини, яка створила машини, спрямовані вибухи, і не можуть встояти найміцніші граніти, утворені тисячоліттями. Козак Демид дуже вдало вибрав своє місце поселення. Наступні покоління демидівців мали невичерпне джерело будматеріалів для свого житла і розбудови села, — панських маєтностей, Будинків культури, одного з найкращих храмів, колгоспних виробничих потужностей і створення нерухомості в господарстві і селі. Велися промислові розробки і переробка гранітів, будівництво доріг та інше. Без сумніву, земля — перша основа основ, примножена людською працею, служила і буде служити тим, хто дбає про неї, береже її.

## Населення

### Мова
Розподіл населення за рідною мовою за даними перепису 2001 року:
| Мова       | Кількість | Відсоток |
| ---------- | --------- | -------- |
| українська | 925       | 98.40%   |
| російська  | 12        | 1.28%    |
| гагаузька  | 3         | 0.32%    |
| Усього     | 940       | 100%     |

## Транспорт
Поблизу села знаходиться залізнична станція «Демидівка».
На станції зупиняються приміські електропоїзди Козятин-Вінниця-Жмеринка та деякі регіональні поїзди.
У напрямку Жмеринки зупинки:
- пл. Козачівка
- Браїлів
- пл. Тартак

На ст. Жмеринка можна пересісти:
- на Вапнярку
- на Бар, Могилів-Подільський
- на Хмельницький (Гречани)

У напрямку Козятина зупинки:
- пл. Могилівка
- Гнівань
- пл. Селищанський
- пл. Яришівка
- пл. Веселка
- пл. Десенка
- Тюшки
- пл. Порпурівський
- Вінниця
- пл. Стадниця
- пл. Сальницький
- Калинівка 1
- пл. Варшиця
- Гулівці
- пл. Черепашинці
- Голендри
- пл. Миколаївка
- Кордишівка
- пл. Сигнал

На ст. Козятин можна пересісти в напрямку
- на Фастів, на Київ
- на Бердичів, Шепетівку
- на Житомир, Коростень
- на Погребище, Тетіїв, Жашків
- на Погребище, Липовець, Оратів.

Умови проїзду (прямого та з 1 пересадкою):
- До Вінниці (33 км) можна дістатися всього за 30 хв., 5,95 грн.
- До Жмеринки (14 км) за 18-20 хв., 4,5 грн.
- До Калинівки (56 км) за 1 год, 6,55 грн.
- До Козятина (97 км) за 1,5 год., 9,05 грн.
- До Києва (254 км) за 4,5 год., 14,5 грн.
- До Хмельницького (113 км) за 2,5-3 год., 10,00 грн.
- До Могилева-Подільського (128 км) за 3 год., 11,00 грн.
- До Вапнярки (95 км) за 1,5-2 год, 9,05 грн.
- До Шепетівки через Козятин (246 км) за 4 год, 14,05 грн.

## Підприємство
- Розклад руху приміських електропоїздів [Архівовано 12 листопада 2018 у Wayback Machine.]
- Демидівський гранкар'єр
- Тарифи приміського залізничного сполучення [Архівовано 20 жовтня 2020 у Wayback Machine.]

## Відомі люди
- Володимир Іванович Війтишин (нар. 1959) — архієпископ і митрополит Івано-Франківський Української греко-католицької церкви.
- Загрійчук Анатолій Леонідович (1951—2014) — український письменник, священик, педагог.
- Кобилянська Марія Митрофанівна (7 квітня 1942, с. Демидівка — 5 жовтня 1995, м. Чернівці) — науковець, кандидат філологічних наук, доцент Чернівецького університету. М. Ф. Кобилянська народилася 7 квітня 1942 у с. Демидівка, Жмеринського району, Вінницької області. Після закінчення Шаргородського сільгосптехнікуму, вступила на філфак Чернівецького університету, у 1974 році закінчила аспірантуру при кафедрі української мови. Працювала лаборантом, викладачем вишу. У 1976 році захистила дисертацію на тему: «Особливості дієслівного керування в українській мові». Автор 23 наукових праць. Відійшла у вічність 5 жовтня 1995 року у Чернівцях[3].

## Пам'ятки
- Братська могила 5 радянських танкістів, загиблих при звільненні села;
- Пам'ятник 119 воїнам–односельцям загиблим на фронтах німецько-радянської війни;
- Поселення черняхівської культури;
- Поселення передскіфського періоду;
- Могильник курганний.

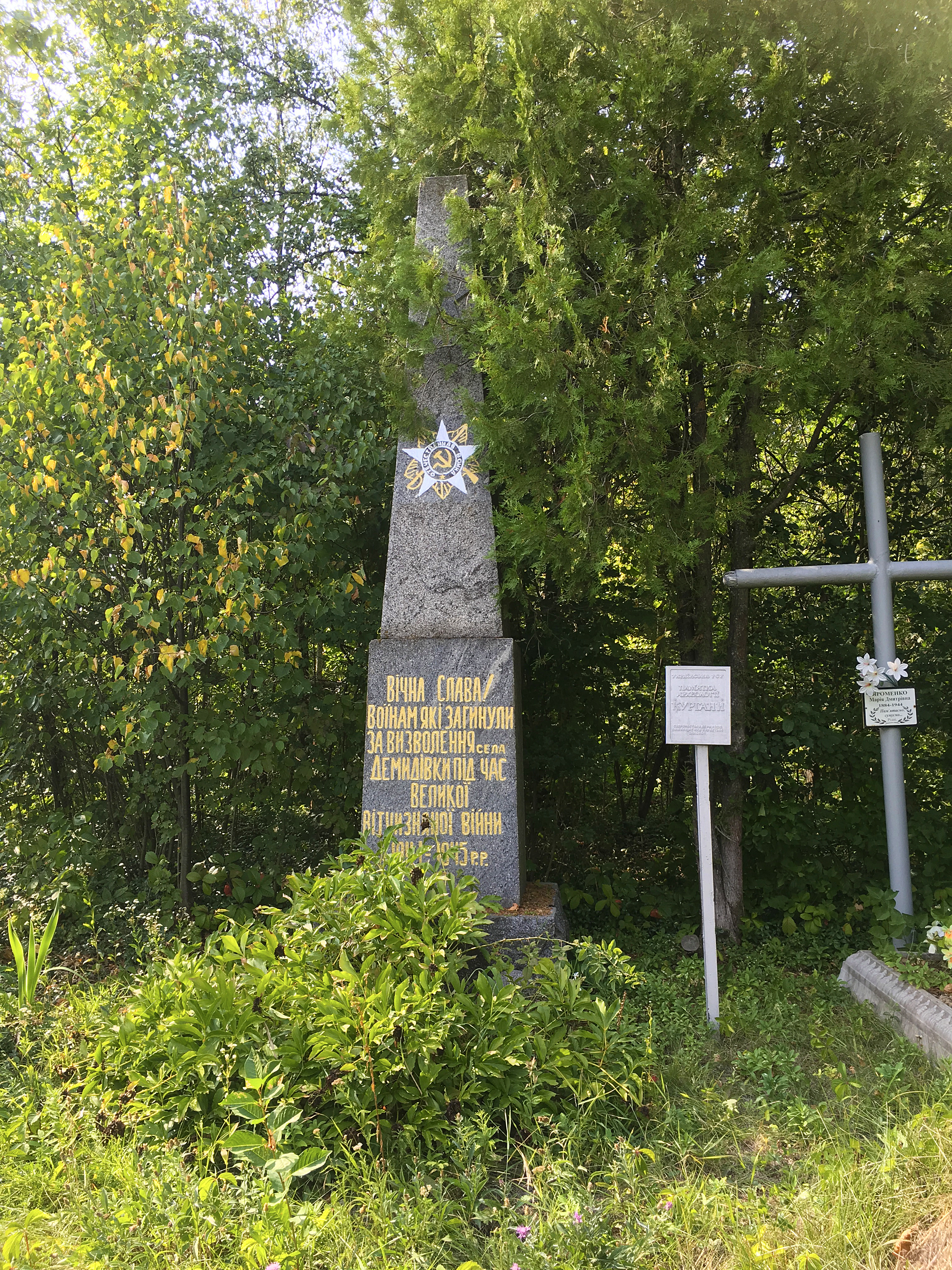
Братська могила 5 радянських танкістів, загиблих при звільненні села
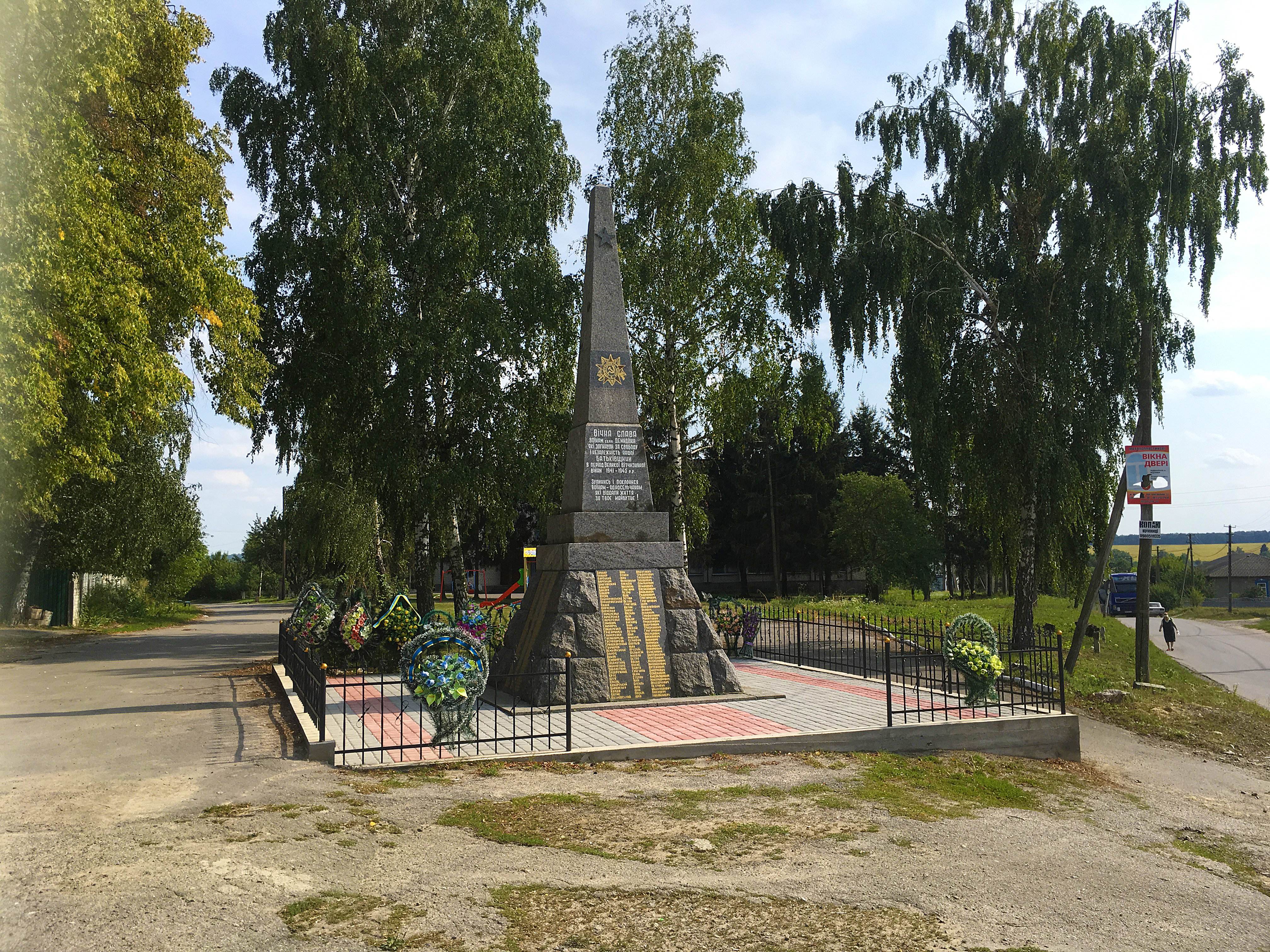
Пам'ятник 119 воїнам–односельцям загиблим на фронтах німецько-радянської війни
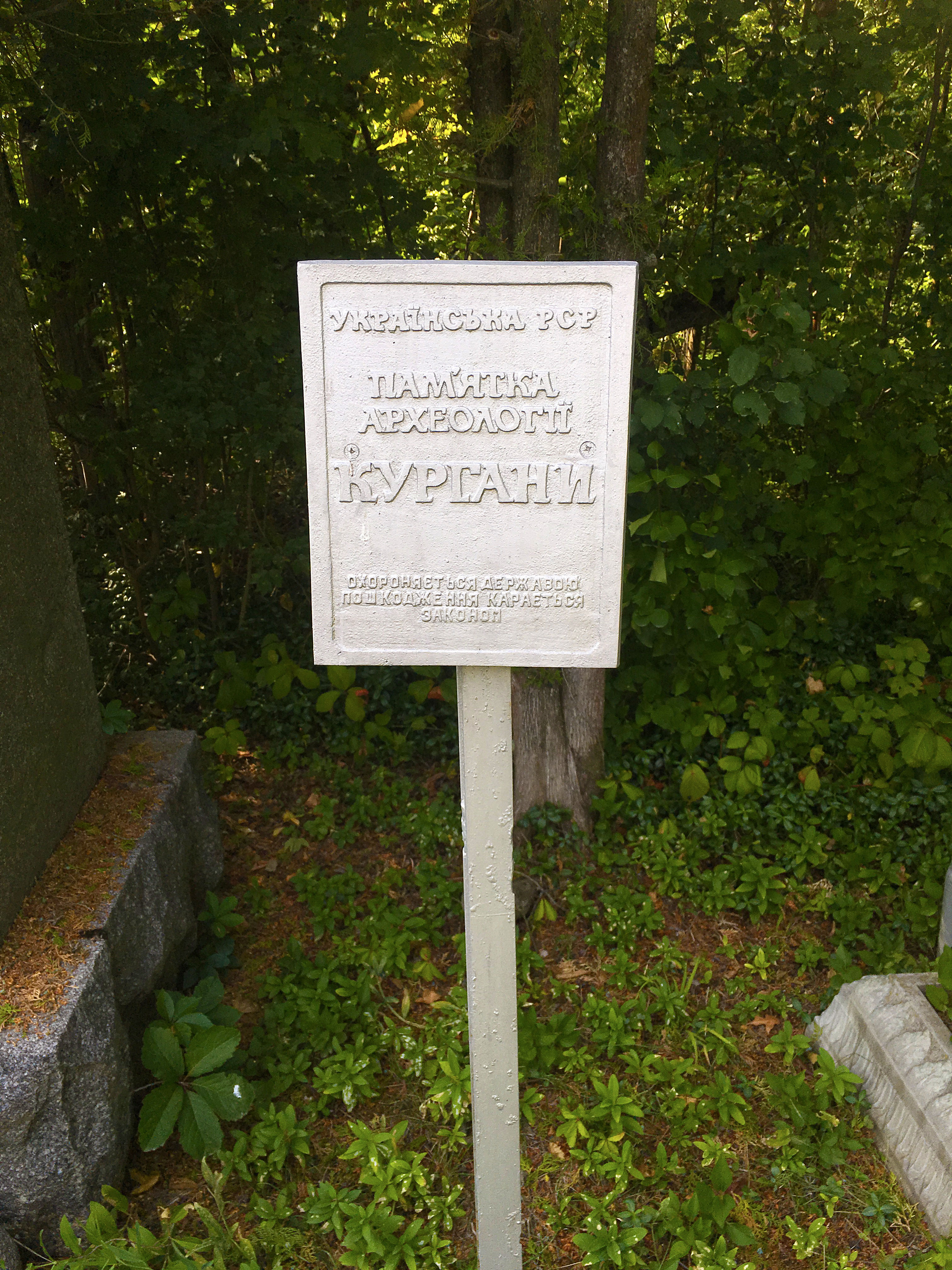
Могильник курганний